# 丽星鹩鹛
丽星鹩鹛是雀形目的一种鸣鸟。分布于喜马拉雅山脉各国、从巴基斯坦至缅甸以及中国大陆的云南、福建等地，多生活于常潜匿于森林茂盛的下木间。该物种的模式产地在印度大吉嶺。
丽星鹩鹛原分类在鶲科鹩鹛属，学名是Spelaeornis formosus。2014年根据其鸣叫以及基因，学名重新定为Elachura formosa并划分到新的丽星鹩鹛科丽星鹩鹛属，该科该属只有这一种鸟。